# エブリデイ・マジック
エブリデイ・マジック（everyday magic）は、物語の類型のひとつで、日常に不思議が混じる形態の話。通常はファンタジーのジャンルの1つであるロー・ファンタジーに分類される。ただしその汎用性の高さから、そもそもファンタジーの一部に含まれるかどうかについて議論のある分類である。なお、この言葉は日用品を使ったマジックという意味で使われることもある。
『砂の妖精』（1902年発表）などで知られるイーディス・ネズビットが、「エブリデイ・マジック」というジャンルを確立させた元祖とされる。用語として成立したのは早くても1970年代末期、おそらくは1980年代中盤以降と推測される。2008年の時点で英語圏でも（少なくともアメリカ合衆国では）用語としてもジャンル分けとしても認知度が高い言葉ではなく、定着している単語とは言いがたい。日本でも事情は同様である。しかし近年では、徐々に認知度が高まりつつはあるようである。
作品傾向としては低年齢向けの内容のものが多い。日本では藤子不二雄の漫画作品が代表例である。ただし藤子不二雄作品は、系譜としては、ファンタジーではなくSF系のショートショートや伝統的な落語からの流れを組んでおり、また作品の相当部分が用語としての成立以前に執筆された作品であるため、エブリデイ・マジックへの分類はあくまでも後付けである。
日本においては、このジャンルに分類するのに適当な作品は多かったものの、逆にそれを示す言葉自体が存在せず、それぞれの作品が適当な呼び方（異生物が迷い込んだ「ご町内物」など）をされてきた経緯がある。ジャンル名としてはいわゆる日常モノ、日常系（SFやファンタジーの有無問わず）として内包されることも多い。

## 概要
具体的には、ごく普通の日常世界を舞台とし、異世界から現われた人物などが不思議な現象を起こすものや、普通の人間と妖精・小人・魔女・宇宙人・動物などが共存する社会を描くものなどがある。
またファンタジー以外のジャンル、たとえばSFや落語を含むコメディ、古典的な民話や説話などにもエブリデイ・マジックの要素をもつものは多い。そのためエブリデイ・マジックとして分類が可能であっても、そもそもファンタジーの枠内に収まらない（あるいは収めるべきではない）作品も多数存在する。
日本ではエブリデイ・マジックというジャンルが認知されていなかった頃から、魔法もしくはそれに類する超能力を駆使する少女が活躍する、少女向けのエブリデイ・マジック作品が「魔法少女もの」として独自の発展を遂げてきた。一大ジャンルを形成するこの分野からは、異生物（喋る小動物）や妖精が同様の超能力を使う少女向けの作品や、少年向けの魔法物（この場合は子供や魔神が能力を駆使する）などの派生作品が生まれた。
日本の小説・漫画・アニメなどにおいては、青年向けなどの高年齢層をターゲットとした作品でも「エブリデイ・マジック」の要素をもつものがあり、典型的なパターンとして、異世界から来た美少女が日常世界に暮らす人間（男性）と同居して騒動を起こすというものがあり、これは落ちものとも称される。作品の主題によっては異類婚姻譚と一部共通する性質を持つこともある。